# Pont Cheikh-Zayed
Le pont Cheikh-Zayed est un pont en arc en béton précontraint situé à Abou Dabi, capitale des Émirats arabes unis. Ses deux tabliers suspendus de chaque côté de la structure principale supportent une route reliant le centre historique de la ville situé sur l'île d'Abou Dabi à sa banlieue située sur le continent en franchissant le Khor Al Maqta.

## Histoire
Baptisé en l'honneur du cheikh Zayed ben Sultan Al Nahyane, décédé en 2004 et fondateur des Émirats arabes unis, il est l'œuvre de l'architecte irako-britannique Zaha Hadid. Il est construit de 2003 à 2010 pour un coût total de 175 000 000 de dollars.
Alors que le chantier fut entamé par Archirodon, il fut terminé après plusieurs années par Six Construct, filiale de BESIX.

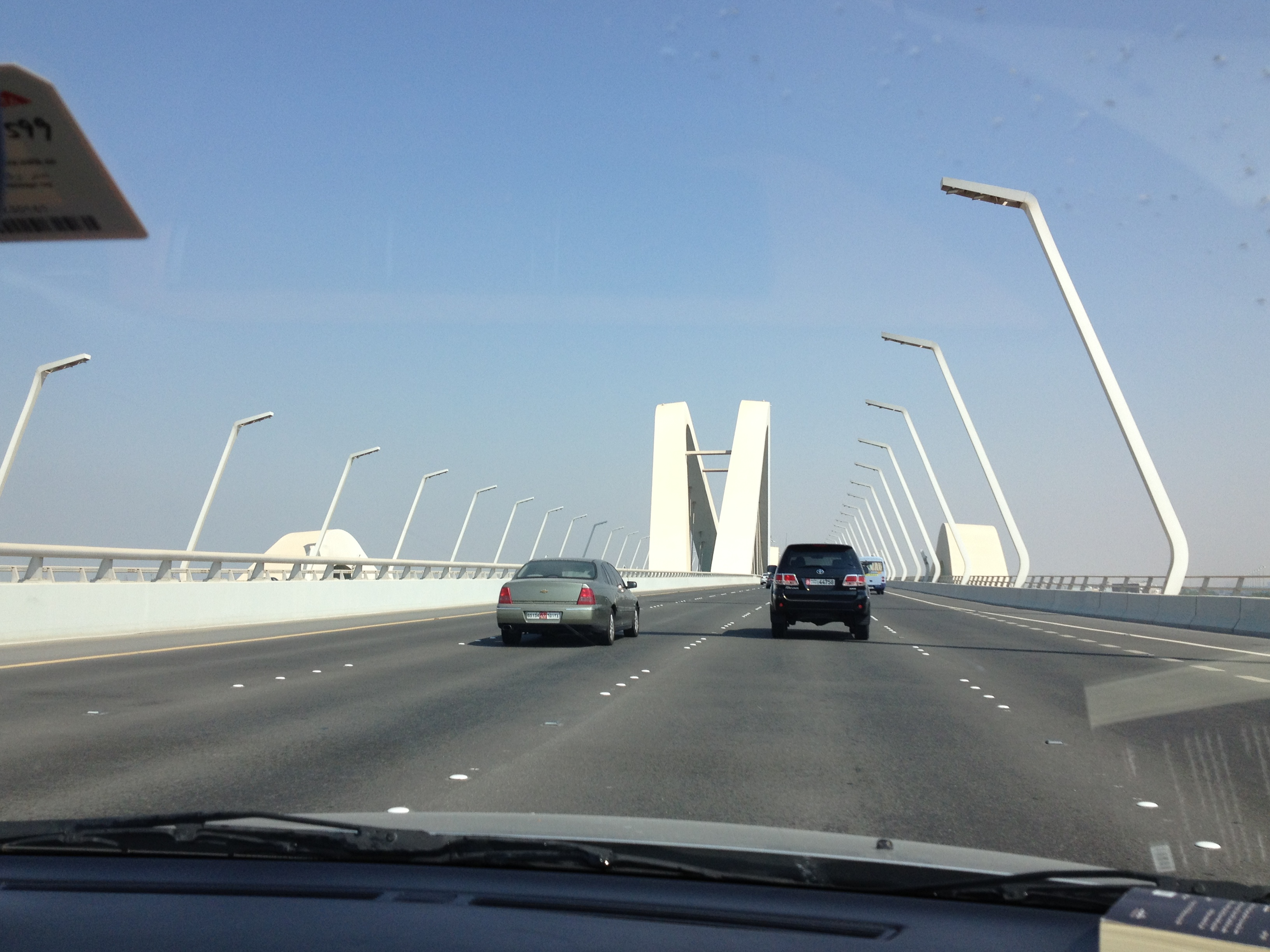
Le pont vu depuis un véhicule sur l'un de ses deux tabliers.